# Militära grader i Indien
Militära grader i Indien visar tjänstegrader och gradbeteckningar i Indiens armé.

## Soldater och gruppbefäl/plutonsbefäl
Gruppbefäl (Naik) och plutonsbefäl (Havildar) är Non-commissioned officers (underbefäl). Befordran sker på grund av tjänsteålder och meriter. I varje infanterikompani finns det 15 Lance Naiker, 10 Naiker och 5 Havildarer. 
Grader för soldater och gruppbefäl/plutonsbefäl
| Grad       | Typbefattning för grad       | Lön + militärtillägg Rs 2000 (2008) |
| ---------- | ---------------------------- | ----------------------------------- |
| Sepoy      | Menig soldat                 | Rs 5200-20200 + 2000                |
| Lance Naik | Ställföreträdande gruppchef  | Rs 5200-20200 + 2000 + Rs 50        |
| Naik       | Gruppchef                    | Rs 5200-20200 + 2400                |
| Havildar   | Ställföreträdande plutonchef | Rs 5200-20200 + 2800                |

## Specialistofficerare

Subedar Major
Subedar
Naib Subedar

Specialistofficerare (Junior Commissioned Officers) (underofficerare) har som befälskår sitt ursprung i den brittisk-indiska arméns indiska officerare (Viceroy's Commissioned Officers). Specialistofficerarna rekryteras från plutonsbefälet. De för befäl på plutonchefsnivå. Graden Naib Subedar benämndes Jemadar före 1965. Befordran till ledig tjänst som specialstofficer sker på grundval av meriter och tjänsteår. Specialistofficerare utgör en egen befälskår med egen mäss (the JCOs' mess), får familjebostäder och får resa i första klass på järnvägarna. Specialistofficerare tilltalas alltid - av både över- och underordnade - med ordet Sahib och graden eller namnet, till exempel: Subedar Sahib eller (namn) Sahib.
Specialistofficerna i armén har samma lön och tjänsteställning som specialistofficerarna i flottan och flygvapnet. Till skillnad från dessa utnämns de dock med fullmakt från republikens president och står därför över sina kollegor från andra försvarsgrenar i protokollära sammanhang. Specialistofficerare kan också utnämnas till officerare "i armén" (Honorary rank). De som blivit utnämnda bär officersuniform och gradbeteckningar men fortsätter att tillhöra specialistofficerskåren. De får dock lön och pension som officer.
Grader för specialistofficerare
| Grad                           | Typbefattning       | Andra typiska befattningar | Lön + militärtillägg Rs 2000 (2008) | Lön + militärtillägg Rs 6000 (2008) |
| ------------------------------ | ------------------- | -------------------------- | ----------------------------------- | ----------------------------------- |
| Naib Subedar                   | Plutonchef          | Bataljonskvartermästare    | Rs 9300-34800 + 4200                | -                                   |
| Subedar                        | Plutonchef          | Bataljonsadjutant          | Rs 9300-34800 + 4600                | -                                   |
| Subedar Major                  | Regementsförvaltare |                            | Rs 9300-34800 + 4800                | -                                   |
| Subedar Honorary Lieutenant    | Plutonchef          |                            | -                                   | Rs 15600-39100 + 5400               |
| Subedar Major Honorary Captain | Regementsförvaltare |                            | -                                   | Rs 15600-39100 + 6100               |

## Officerare
| Grad               | Typbefattning     | Lön + militärtillägg Rs 6000 (2008) |
| ------------------ | ----------------- | ----------------------------------- |
| Lieutenant         | stf kompanichef   | Rs 15600-39100 + 5400               |
| Captain            | stf kompanichef   | Rs 15600-39100 + 6100               |
| Major              | kompanichef       | Rs 15600-39100 + 6600               |
| Lieutenant Colonel | stf bataljonschef | Rs 15600-39100 + 7600               |
| Colonel            | bataljonschef     | Rs 37400-67000 + 8700               |
| Brigadier          | brigadchef        | Rs 37400-67000 + 8900               |
| Major General      | divisionschef     | Rs 37400-67000 + 10000              |
| Lieutenant General | armékårchef       | Rs 37400-67000 + 12000              |
| General            | stf arméchef      | Rs 80000 (utan militärtillägg)      |
| General            | arméchef          | Rs 90000 (utan militärtillägg)      |

- Field Marshal

Den högsta graden som finns är fältmarskalk. Hittills har endast två personer tilldelats den graden. Utnämning till fältmarskalk görs av Indiens president, efter konsultationer med centralregeringen.

## Gradbeteckningar

### Officerare

Fältmarskalk
General
Generallöjtnant
Generalmajor

Brigadier
Överste
Överstelöjtnant
Major
Kapten
Löjtnant

### Specialistofficerare
- Subedar Major
- Subedar
- Naib Subedar

### Gruppbefäl/Plutonsbefäl

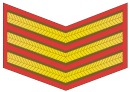
Havildar
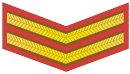
Naik
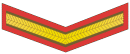
Lance Naik